# Thường Lạc
Thường Lạc là một phường thuộc tỉnh Đồng Tháp, Việt Nam.

## Địa lý
Phường Thường Lạc có vị trí địa lý:
- Phía đông giáp phường Hồng Ngự
- Phía tây giáp xã Thường Phước
- Phía nam giáp xã Long Khánh, ranh giới là sông Tiền.
- Phía bắc giáp tỉnh Prey Veng, Vương quốc Campuchia.

Phường Thường Lạc có diện tích 43,74 km², dân số năm 2025 là 38.225 người, mật độ dân số đạt 873 người/km².

## Lịch sử
Địa bàn phường Thường Lạc hiện nay trước đây vốn là các xã Thường Lạc , Thường Thới Hậu A, Thường Thới Hậu B thuộc huyện Hồng Ngự.
Ngày 22 tháng 4 năm 1989, Hội đồng Bộ trưởng ban hành Quyết định số 41-HĐBT. Theo đó, tách 410 ha diện tích tự nhiên với 5.530 người của xã Thường Lạc và 969 ha với 1.630 người của xã Thường Thới Hậu để thành lập xã Thường Thới Hậu B, đồng thời sáp nhập 730 ha diện tích tự nhiên với 4.030 người của xã Thường Thới Tiền vào xã Thường Lạc.
Ngày 23 tháng 12 năm 2008, Chính phủ ban hành Nghị định số 08/NĐ-CP. Theo đó, thành lập phường An Lạc thuộc thị xã Hồng Ngự trên cơ sở điều chỉnh 751,72 ha diện tích tự nhiên và 8.380 người của xã Thường Lạc. Sau khi điều chỉnh địa giới hành chính, xã Thường Lạc còn lại 849,70 ha diện tích tự nhiên và 3.280 người.
Trước khi sáp nhập, xã Thường Lạc có diện tích 8,48 km², dân số là 3.233 người, mật độ dân số đạt 381 người/km². Xã Thường Thới Hậu B có diện tích 14,40 km², dân số là 7.898 người, mật độ dân số đạt 548 người/km².
Ngày 17 tháng 12 năm 2019, Ủy ban Thường vụ Quốc hội ban hành Nghị quyết số 838/NQ-UBTVQH14 về việc sắp xếp các đơn vị hành chính cấp xã thuộc tỉnh Đồng Tháp (nghị quyết có hiệu lực từ ngày 1 tháng 1 năm 2020). Theo đó, sáp nhập toàn bộ diện tích và dân số của xã Thường Thới Hậu B vào xã Thường Lạc.
Ngày 16 tháng 6 năm 2025, Ủy ban Thường vụ Quốc hội ban hành Nghị quyết số 1663/NQ-UBTVQH15 về việc sắp xếp các đơn vị hành chính cấp xã của tỉnh Đồng Tháp năm 2025. Theo đó, sắp xếp toàn bộ diện tích tự nhiên, quy mô dân số của phường An Lạc và các xã Thường Lạc, Thường Thới Hậu A thành phường mới có tên gọi là phường Thường Lạc.
Sau khi sáp nhập, phường Thường Lạc có 43,74 km² diện tích tự nhiên và dân số 38.225 người.